# Josef Wolfgang Kainz
Josef Wolfgang Kainz (Salisburgo, 23 ottobre 1773 – Salisburgo, 13 febbraio 1855) è stato un basso austriaco.

## Biografia
Nacque da Anton Kainz e dalla sua sposa, Maria Theresa, nata Wimmer. Ricevette la formazione musicale presso la capella di corte e al collegio benedettino San Pietro in Salisburgo. Fece il suo esordio al teatro di corte comme basso. 
Sposò la cantatrice Katharina Schröfl il 24 febbraio 1800. Fu scritturato al teatro di Innsbruck circa 1800, poi a quello di Linz. Ebbero la figlia Marianna durante il loro soggiorno a Innsbruck. Fu scritturato con sua moglie al teatro di Graz nel 1803, dove teneva il posto di basso nel 1806. La coppia si spostò al Teatro di Porta Carinzia di Vienna nel 1808-1810. Furono scritturati al Ständtheater di Praga dal 1813. Mancato il direttore, gli artisti dovettero prendere in carica questa direzione, e Josef Wolfgang fu direttore del teatro dal 1824 al 1834. Si ritirò dalle scene il 1º maggio 1834. Visse ancora a Praga fino al 1839, e tornò a Salisburgo dove morì.

## Interpretazioni
- Telasko nel Fernando Cortez di Gaspare Spontini, il 9 settembre 1813[2]
- Micheli cioè il ruolo del titolo nel Le porteur d'eau di Luigi Cherubini, il 17 ottobre 1813[2]
- Mafferu nel Unterbrochenen Opferfest di Peter Winter[2]
- Il ruolo del titolo nel Raoul Barbe-Bleue di André Ernest Modeste Grétry[2]
- Favancourt in Les Aubergistes de qualité di Charles-Simon Catel[2],
- Simeon nel Joseph di Étienne Nicolas Méhul[2],
- Cinna ne La vestale di Spontini[2],
- Il ruolo del titolo nell'Uthal di Méhul[2]
- Il ruolo del titolo nel Don Giovanni di Wolfgang Amadeus Mozart[2],
- Il ruolo del titolo in Sargines di Ferdinando Paër[2],
- Il ruolo del titolo nell'Adrian von Ostade di Joseph Weigl[2],
- Zamosky nel Faniska di Cherubini[2],
- Don Juan nel Carlo Fioras di Ferdinand Fränzl[2],
- Alidor nella Cenerentola di Nicolas Isouard[2],
- Pedrigo nel Jean de Paris de François Adrien Boieldieu[2],
- Claus in Die Verwandlungen di Anton Friedrich Fischer[2],
- Sigiskar nell'Aline di Henri-Montan Belton[2],
- Il conte nella Schweizerfamilie di Weigl[2],
- Abdallah nell'Alamon di Isouard[2],
- Sabord in Der kleine Matrose di Pierre Gaveaux[2],
- Il conte Almaviva ne Le nozze di Figaro di Mozart[2],
- Hubert nella Camilla di Ferdinando Paër[2],
- Il capitano nel Korsar aus Liebe di Joseph Weigl[2],
- Pizarro nel Fidelio di Beethoven[2],
- Moritz nella Héléna di Méhul[2],
- Artaneo cioè il ruolo del titolo nell'Axur, re di Ormus di Antonio Salieri[2]
- Carl (o Guglielmo) in Così fan tutte di Mozart[2],
- Giaffur nell'Alimelek di Giacomo Meyerbeer[2]
- Il dottore nel Doktor und Apotheker di Carl Ditters von Dittersdorf[2]
- Mathan nell'Athalia di Johann Nepomuk von Poißl[2]
- Il ruolo del titolo nel Faust di Louis Spohr[2].